# Ez a kislány gyöngyöt fűz
Az Ez a kislány gyöngyöt fűz kezdetű magyar népdalt Bartók Béla gyűjtötte a Pest vármegyei Turán 1906-ban.
Feldolgozások:
| Szerző            | Mire                   | Mű                                 | Előadás |
| ----------------- | ---------------------- | ---------------------------------- | ------- |
| Bartók Béla       | ének, zongora          | Magyar népdalok, II. füzet, 7. dal | [ 1 ]   |
| Szervánszky Endre | vegyeskar, kiszenekar  | Ez a kislány gyöngyöt fűz          |         |
| Weiner Leó        | zongora                | Húsz könnyű kis darab, 2. darab    | [ 3 ]   |
| Bárdos Lajos      | háromszólamú vegyeskar | Komáromi kisleány                  | [ 5 ]   |

## Felvételek
- Ez a kislány gyöngyöt fűz. Vörös Sári, Mindszenti Ödön, Toki Horváth Gyula és népi zenekara  YouTube (1961. március 17.)  (Hozzáférés: 2016. április 21.) (audió)
- Ez a kislány gyöngyöt fűz. YouTube (2014. december 6.)  (Hozzáférés: 2016. április 21.) (audió)